# 圣梅尔翁
圣梅尔翁（法語：Saint-M'Hervon，法語發音：[sɛ̃ mɛʁvɔ̃]）是法国伊勒-维莱讷省的一个旧市镇，属于雷恩区。2019年，圣梅尔翁与市镇布列塔尼地区蒙托邦合并为新的布列塔尼地区蒙托邦。

## 地理
圣梅尔翁（48°13'42"N, 2°3'32"W）面积2.46 平方千米，位于法国布列塔尼大區伊勒-维莱讷省，该省份为法国西北部沿海省份，位于布列塔尼半岛东部，北濒大西洋，西接阿摩尔滨海省和莫尔比昂省，南至大西洋卢瓦尔省，西南端接曼恩-卢瓦尔省，东临马耶讷省，东北与芒什省接壤。
与圣梅尔翁接壤的市镇（或旧市镇、城区）包括：梅德雷阿克、布列塔尼地区蒙托邦。
圣梅尔翁的时区为UTC+01:00、UTC+02:00（夏令时）。

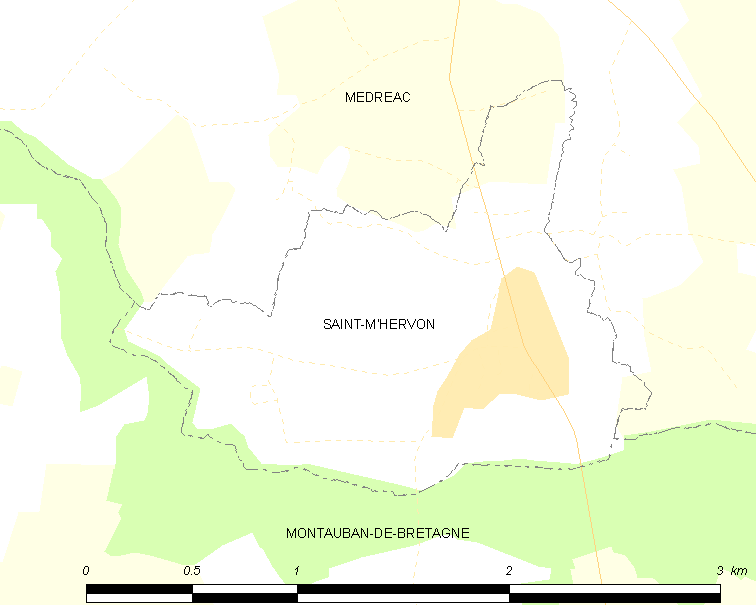
圣梅尔翁的OSM定位图

## 行政
圣梅尔翁的邮政编码为35360，INSEE市镇编码为35301。

## 政治
圣梅尔翁所属的省级选区为布列塔尼地区蒙托邦县。

## 人口

1962-2008年间圣梅尔翁人口变化图示

圣梅尔翁于2018年1月1日时的人口数量为634人。